# Madhjapradéš
Madhjapradéš (hindsky मध्य प्रदेश, Madhja pradēś, anglicky Madhya Pradesh), v překladu Střední země je svazový stát ve střední Indii. Na západě sousedí s Gudžarátem, na severozápadě s Rádžasthánem, na severu s Uttarpradéšem, na východě s Čhattísgarhem a na jihu s Maháráštrou.
Jeho obyvatelé hovoří převážně hindsky, žijí zde ale i kmeny domorodých obyvatel. Madhjapradéš byl vytvořen v roce 1950 z bývalé provincie Střední provincie a Berar a z knížecích států Makraj a Čhattísgarh. Hlavním městem byl Nágpúr, který dnes leží v Maháráštře. Při velké reorganizaci správního členění Indie v roce 1956 byly k Madhjapradéši připojeny sousední státy Madhja Bhárat (Střední Indie), Vindhja Pradéš a Bhópál, zatímco maráthsky mluvící jižní region Vidarbha (včetně Nágpúru) byl předán Bombajskému státu. Novým hlavním městem se stal Bhópál. V listopadu 2000 se jihovýchodní část Madhjapradéše odtrhla a stala se samostatným státem Čhattísgarhem.

## Správní členění

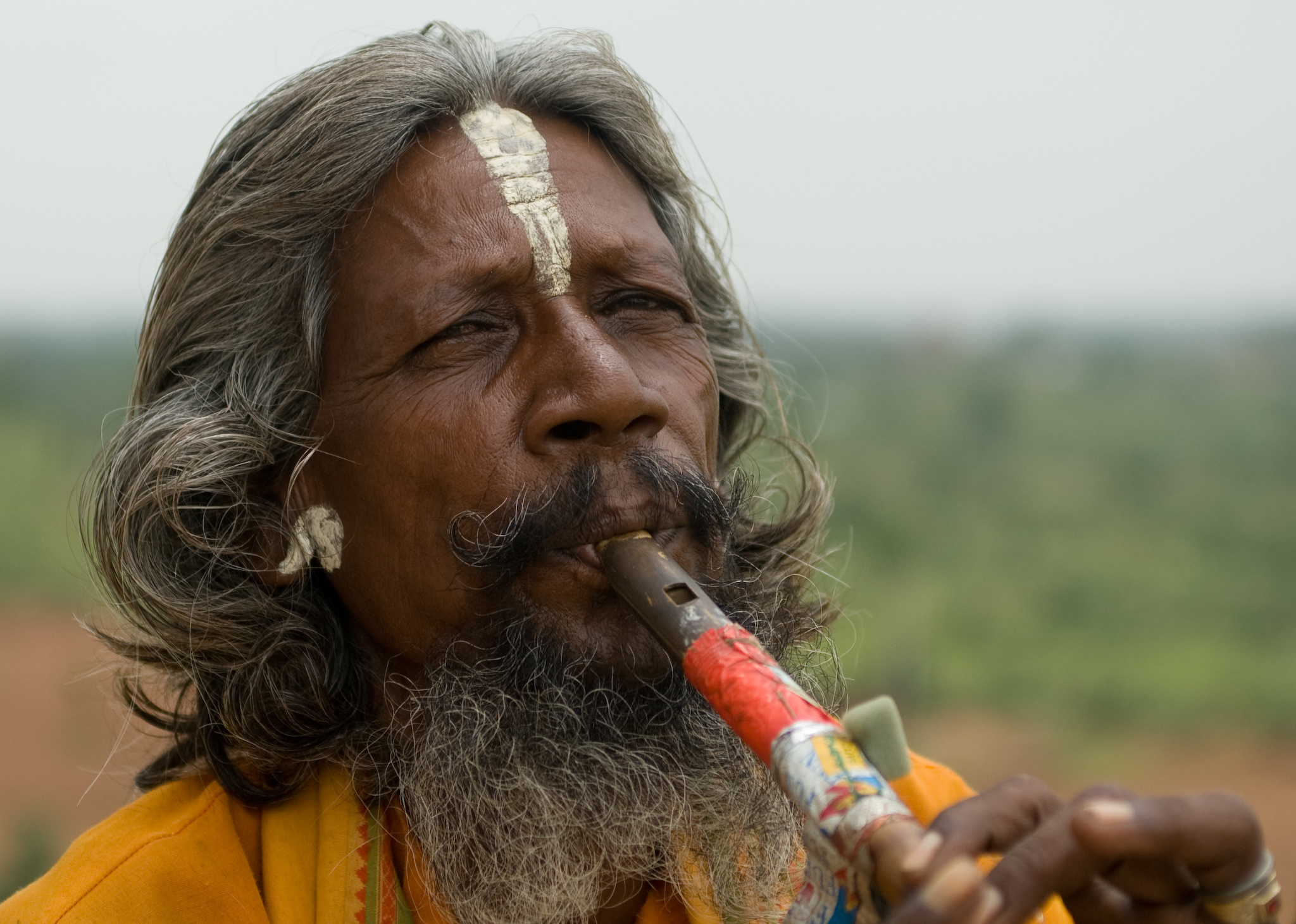
Flétnista v Orččhi

Madhjapradéš se dělí na 50 okresů (hindsky जिला džilá, pl. जिले džilé, anglicky district, pl. districts), které jsou seskupeny do 10 oblastí (hindsky sg. i pl. संभाग sambhág, anglicky division, pl. divisions):
| Oblast       | Hlavní město | Rozloha v km² | Obyvatel   | Hustota zalidnění na km² |
| ------------ | ------------ | ------------- | ---------- | ------------------------ |
| Bhópál       | Bhópál       | 31.321        | 6.503.717  | 208                      |
| Čambal       | Muraina      | 16.035        | 3.573.930  | 223                      |
| Gválijar     | Gválijar     | 29.608        | 5.363.881  | 181                      |
| Indaur       | Indaur       | 45.209        | 12.718.222 | 281                      |
| Džabalpur    | Džabalpur    | 58.324        | 10.122.312 | 174                      |
| Narmadapuram | Narmadapuram | 20.080        | 2.953.606  | 147                      |
| Ríva         | Ríva         | 30.008        | 6.591.703  | 220                      |
| Ságar        | Ságar        | 38.435        | 6.635.720  | 173                      |
| Šahdól       | Šahdól       | 20.861        | 2.670.466  | 128                      |
| Udžain       | Udžain       | 33.965        | 7.430.094  | 219                      |

10 oblastí se dále dělí na 50 okresů  (džilé, districts):
- XX अनूपपुर / Anúppur (Anúpapura) / Anuppur
- XX अलीराजपुर / Alírádžpur (Alírádžapura) / Alirajpur
- XX अशोकनगर / Ašóknagar (Aśókanagara) / Ashoknagar
- IN इन्दौर / Indaur (Indaura) / Indore
- UJ उज्जैन / Udžain (Udždžaina) / Ujjain
- UM उमरिया / Umrijá (Umarijá) / Umaria
- KA कटनी / Kaṭní (Kaṭaní) / Katni
- WN खरगोन / Khargón (Kharagóna) / Khargone
- EN खांडवा / Khándvá (Kháñḍavá) / Khandwa
- GU गुना / Guná / Guna
- GW ग्वालियर / Gválijar (Gválijara) / Gwalior
- CT छतरपुर / Čhatarpur (Čhatarapura) / Chhatarpur
- CN छिंदवाड़ा / Čhindvárá (Čhiñdaváṛá) / Chhindwara
- JA जबलपुर / Džabalpur (Džabalapura) / Jabalpur
- JH झाबुआ / Džhábuá / Jhabua
- TI टीकमगढ़ / Tíkamgarh (Ṭíkamagaṛha) / Tikamgarh
- DI डिंडौरी / Dindaurí (Ḍiñḍaurí) / Dindori
- DT दतिया / Datijá / Datia
- DM दामोह / Dámóh (Dámóha) / Damoh
- DE देवास / Dévás (Dévása) / Dewas
- DH धार / Dhár (Dhára) / Dhar
- NA नरसिंहपुर / Narsinhpur (Narasiñhapura) / Narsinghpur
- NE नीमच / Nímač (Nímača) / Neemuch
- PA पन्ना / Panná / Panna
- BR बड़वानी / Barvání (Baṛavání) / Barwani
- BL बालाघाट / Bálághát (Bálágháṭa) / Balaghat
- BE बैतूल / Baitúl (Baitúla) / Betul
- XX बुरहानपुर / Burhánpur (Burahánapura) / Burhanpur
- BD भिंड / Bhind (Bhiñḍa) / Bhind
- BP भोपाल / Bhópál (Bhópála) / Bhopal
- ML मंडला / Mandlá (Mañḍalá) / Mandla
- MS मंदसौर / Mandsaur (Mañdasaura) / Mandsaur
- MO मुरैना / Murainá / Morena
- RL रतलाम / Ratlám (Rataláma) / Ratlam
- RE रीवा / Rívá / Rewa
- RG राजगढ़ / Rádžgarh (Rádžagaṛha) / Rajgarh
- RS रायसेन / Rájsén (Rájaséna) / Raisen
- VI विदिशा / Vidiśá / Vidisha
- SG सागर / Ságar (Ságara) / Sagar
- ST सतना / Satná (Sataná) / Satna
- SI सीधी / Sídhí / Sidhi
- SO सिवनी / Sivní (Sivaní) / Seoni
- SR सीहोर / Síhór (Síhóra) / Sehore
- SH शहडोल / Šahdól (Śahaḍóla) / Shahdol
- SV शिवपुरी / Šivpurí (Śivapurí) / Shivpuri
- SP श्‍योपुर / Šjópur (Śjópura) / Sheopur
- SJ शाजापुर / Šádžápur (Śádžápura) / Shajapur
- XX सिंगरौली / Singraulí (Siñgaraulí) / Singrauli
- HA हरदा / Hardá (Haradá) / Harda
- HO होशंगाबाद / Hóšangábád (Hóśañgábáda) / Hoshangabad

## Jazyky
| Jazyky v Madhjapradéši               | Jazyky v Madhjapradéši | Jazyky v Madhjapradéši |
| Jazyk                                | Klasifikace            | %                      |
| ------------------------------------ | ---------------------- | ---------------------- |
| Hindština (včetně příbuzných jazyků) | Indoárijské jazyky     | 87,32 %                |
| Bhili (Bhilodi)                      | Indoárijské jazyky     | 4,93 %                 |
| Maráthština                          | Indoárijské jazyky     | 2,10 %                 |
| Urdština                             | Indoárijské jazyky     | 1,97 %                 |
| Gondština                            | Drávidské jazyky       | 1,53 %                 |
| Korku                                | Austroasijské jazyky   | 0,62 %                 |